# PowerBook 165c
Il PowerBook 165c è un computer portatile prodotto dalla Apple, messo in vendita nel 1993.
Il modello è stato il primo PowerBook con il display a colori. A parte ciò e un processore un po' più potente, è identico al PowerBook 160. A causa del display a colori, la batteria NiCad (Nickel e Cadmio) gli assicura solamente un'ora di autonomia, mentre il PowerBook 160 riusciva a durare quasi 3 ore con la stessa batteria. La creazione dell'immagine è relativamente lenta a causa della memoria video di tipo statico (DRAM), mentre la memoria VRAM integrata è riservata a uno schermo esterno (mentre il PowerBook 160 e il 180 utilizzano la VRAM a doppia porta).